# Alfred Holeček
Alfred Holeček   (Khàrkiv, 6 de maig de 1907 - Praga, 8 de febrer de 1989) fou un pianista txec.
Va estudiar piano amb Vilém Kurz i els seus estudiants al Conservatori de Praga i va començar a actuar com a acompanyant de Jan Kubelík. Des de llavors, ha arribat a la fama com a intèrpret de música de cambra. Quan Vasha Przyhoda va tornar a casa el 1958, la va acompanyar a un recital. David Óistrakh i André Navarra també van ser utilitzats com a acompanyaments quan van visitar la República Txeca. L'enregistrament se centra en Sprafon i ha actuat amb Janine Andrade i Josef Suk.
Va morir a Praga.